# Інфекційна аневризма
Інфекційна аневризма (мікотична аневризма; англ. infected aneurysm, mycotic aneurysm — аневризма, що утворюється на тлі бактерійної інфекції стінки артерії. Є частим ускладненням гематогенного поширення бактерійних інфекцій.
Першим термін мікотична аневризма 1885 року запропонував Вільям Ослер для опису грибоподібної форми аневризми в пацієнта з підгострим бактерійним ендокардитом. У зв'язку з основним вживанням слова «мікотичний» для позначення грибкової інфекції можлива плутанина. Утім, термін «мікотична аневризма» досі використовується для позначення поза- та внутрішньосерцевих аневризм, спричинених інфекціями (окрім сифілісного аортиту).
Термін інфікована аневризма, запропонований Джарреттом та іншими, є більш відповідним, оскільки лише невелика частка інфекцій, спричинена грибами. Згідно з деякими авторами, ще точнішим терміном може бути ендоваскулярна інфекція або інфекційний васкуліт, позаяк мікотичні аневризми не спричиняються грибами.
На мікотичні аневризми припадає 2,6 % аневризм аорти. Рання діагностика патології є наріжним каменем ефективного лікування. За відсутності консервативного чи хірургічного лікування можливий розвиток катастрофічної кровотечі та неконтрольованого сепсису. Симптоматика, втім, на ранніх стадіях є неспецифічною, що вимагає високого рівня підозри для встановлення діагнозу.
Внутрішньочерепні інфекційні аневризми (ВЧІА, англ. ICMAs) є ускладненнями близько 2-3 % випадків інфекційного ендокардиту, хоча від 15 до 30 % пацієнтів з ІЕ мають неврологічні симптоми.